# Dracula (bande dessinée, Croci)
 (décembre 2018).
Pour les articles homonymes, voir Dracula (homonymie).
Dracula est un diptyque de bande dessinée écrit et dessiné en couleur directe par Pascal Croci, coécrit avec Françoise-Sylvie Pauly. Cette dernière est l’auteur du roman L’Invitée de Dracula (Denoël, 2001) ; Croci et Pauly ont également publié ensemble À la recherche de Dracula (Le Pré aux clercs, 2008), un recueil sur Dracula et son univers.

## Précisions
Un dossier à la fin de l’histoire précise la genèse de l’œuvre.
En 2005, Pascal Croci concrétise un projet qui lui tient à cœur depuis longtemps. Il a été durablement marqué par le film La Marque du vampire et par la lecture, à l’âge de 12 ans, de l’édition Marabout de Dracula. Avec sa compagne et coscénariste Françoise-Sylvie Pauly, il aborde le sujet sous différents angles dans un diptyque. Le Prince Valaque Vlad Tepes (Emmanuel Proust, 2005) décrit la rencontre fictive entre Bram Stoker et un archiviste du British Museum qui lui raconte la légende de Vlad Ţepeş Drăculea. Dans le second volet, Le Mythe raconté par Bram Stoker (2007), le Prince des Carpates n’est pas représenté et la menace qu’il fait planer repose sur la suggestion. L’album est découpé en trois récits complémentaires, chacun éclairant le tempérament d’un personnage : la candeur de Jonathan Harker, la passivité de Mina et le volontarisme de Van Helsing.

## Synopsis
Enquête sur Vlad Tepes, le prince qui inspira à Bram Stoker le personnage de Dracula.

## Publication

### Albums
1. Le Prince Valaque Vlad Tepes (2005)
2. Le Mythe raconté par Bram Stoker (2007)

Dracula édition intégrale (2009)

### Éditeur
- Emmanuel Proust (collection « Atmosphères ») : tomes 1 et 2 (édition originale des tomes 1 et 2) et intégrale